# 瑞典唱片業協會
瑞典唱片業協會（瑞典語：Grammofonleverantörernas förening）是瑞典音樂唱片業組織。自1975年以來，它為瑞典音樂唱片業匯編並發布了官方的唱片排行榜，包括瑞典專輯榜和瑞典單曲榜。這些榜單基於專輯和單曲銷量、DVD銷量、數位銷量和串流銷量。
GLF的成员包括：Bonnier Amigo Group、EMI Svenska AB、Network Entertainment Group、Sony Music Sweden AB、Sound Pollution AB、Universal Music Sweden AB和Warner Music Group Sweden AB。自1986年起，GLF持續經營Grammotex線上錄音目錄，目前擁有10萬個標題。該目錄服務對付費的音樂商店和分销商開放。

## 外部連結
- Grammotex （页面存档备份，存于）
- Sverigetopplistan Archive.today的存檔，存档日期2017-05-20